# جوزيف هوارد هودجز
جوزيف هوارد هودجز (بالإنجليزية: Joseph Howard Hodges)‏ هو قسيس أمريكي، ولد في 8 أكتوبر 1911 في هاربرز فيري في الولايات المتحدة، وتوفي في 27 يناير 1985 في ويلينغ في الولايات المتحدة بسبب سرطان الرئة.